# Franciscanas del Corazón Inmaculado de María
La Congregación de Pondicherry de las Hermanas Franciscanas del Corazón Inmaculado de María (oficialmente en inglés: Franciscan Sisters of the Immaculate Heart of Mary-Congregation of Pondicherry) es una congregación religiosa católica femenina de vida apostólica y de derecho pontificio, fundada por el misionero francés Louis Savinien Dupuis, en Pondicherry (India), en 1844. Las religiosas de este instituto son conocidas como Franciscanas del Corazón Inmaculado de María de Pondicherry o también como Hermanas Azules de Pondicherry. Sus miembros posponen a sus nombres las siglas F.I.H.M.

## Historia

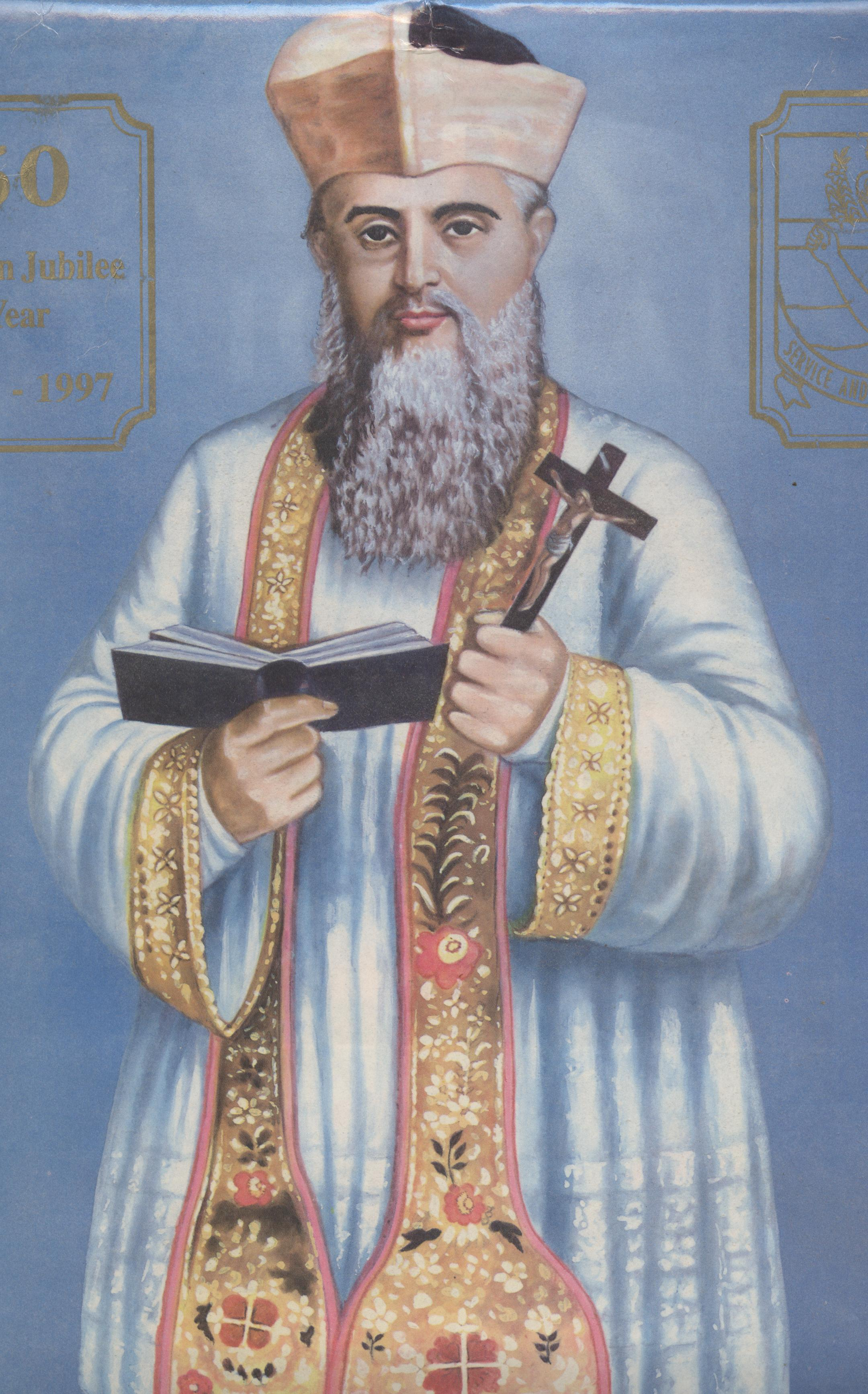
Louis Savinien Dupuis (1806-1874), fundador de la congregación.

La congregación fue fundada en 1844 por Louis Savinien Dupuis, misionero de la Sociedad de las Misiones Extranjeras de París, para la educación de las jóvenes indias, en un ambiente cultural donde las mujeres que supieran leer o escribir eran consideradas impuras. A la muerte del fundador (1874), la congregación ya se había expandido por varias partes en India. En 1907 se funda la casa de Quillon la cual se independizó en 1942, formando una congregación diferente.
En 1959 el instituto es agregado a la Tercera Orden Franciscana. La congregación fue aprobada en 1864 como pía asociación de derecho diocesano por la Congregación de Propaganda Fide. Ese mismo año el papa Pío IX la elevó a la dignidad de congregación de de derecho pontificio.

## Organización
La Congregación de Pondicherry de las Hermanas Franciscanas del Corazón Inmaculado de María es un instituto religioso internacional y centralizado, cuyo gobierno recae en una superiora general. La sede central del instituto se encuentra en Pondicherry (India).
Las Franciscanas del Corazón Inmaculado de María se dedican a la educación e instrucción cristiana de la juventud, a través de sus escuelas, colegios y universidades. El instituto pertenece a la familia franciscana. En 2015, la congregación contaba con unas 1.042 religiosas y 179 comunidades, presentes en Alemania, Austria, India, Italia y Kenia.